# Че Гевара
Ернесто Гевара (шп. Ernesto Guevara; Росарио, 14. јун 1928 — Ла Игера, 9. октобар 1967), познатији као Че Гевара (шп. Che Guevara), био је аргентински марксистички револуционар, политичар, лекар, писац, герилски вођа, дипломата и војни теоретичар. Као један од кључних чинилаца Кубанске револуције, његов лик је постао свеприсутни контракултурни симбол побуне и глобална ознака у популарној култури.
Гевара је представљао једну од кључних личности у револуцији Фидела Кастра на Куби (1956—1959), као члан покрета „26. јул”. Након победе револуције, неколико година је био активан у промоцији револуције друштва, путујући по свету као дипломата Кубе, а затим се лично ангажовао у покретима за ослобођење од диктаторских режима путем герилске борбе, најпре у Конгу, за време владавине Моиза Чомбеа, а потом у Боливији. У Боливији, спрегом Америчке обавештајне агенције и боливијске војске, Гевара је најпре ухваћен, а одмах сутрадан убијен. Његов лик, као борца за ослобођење и жртве империјализма, и данас, неколико деценија после његове смрти, представља један од главних симбола и икона друштвене и политичке револуције широм света. Као строг војсковођа, и потпуно посвећен свом револуционарном циљу са огромним моралним ауторитетом над својим трупама, он је остао контроверзна личност од велике историјске важности.
Часопис „Тајм” прогласио је Гевару једним од 20 највећих светских икона и хероја у оквиру 100 најутицајнијих људи света 20. века, а чувену фотографију Геваре (десно), коју је начинио Алберто „Корда” Дијаз, Академија уметности у Мериленду прогласила је „најпознатијом фотографијом на свету и симболом 20. века”.

## Младост
Ернесто Гевара де ла Серна је рођен у добростојећој аргентинској породици. Његов отац, Ернесто Рафаел Гевара Линч, потиче из породице шпанско-ирског порекла, био је архитекта по струци, и припадао је аргентинској олигархији. Његова мајка, Селија де ла Серна, била је шпанског порекла. Геваре су пореклом из истоименог места у покрајини Алава у Баскији. Ернесто је био најстарији од петоро деце. Две године после рођења установљено је да Ернесто болује од астме; лечење није помогло, те су родитељи одлучили да се из влажног Буенос Ајреса преселе у Кордобу, у варош Алта Грасија, у унутрашњости земље. Иако је патио од напада астме, који су касније чак и драстично утицали на његов живот, Ернесто се истакао као спортиста, често пливајући, играјући фудбал, голф и рагби. Његов друг Алберто Гранадо описивао је касније како је Ернесто имао чудну тенденцију да шокира људе: „… имао је неколико надимака. Звали су га »Ел Локо« („Луди”) Гевара... Хвалио се како се ретко купа, на пример. Звали су га и »Чанчо« („свиња”). Знао је и да каже: »Има 6 месеци како нисам опрао ову рагби-мајицу«...”. У Кордоби је завршио гимназију, а кад му је било 19 година, породица се поново вратила у Буенос Ајрес да би Ернесто уписао медицински факултет, 1948. године.
За време студија позван је на регрутацију и налаз војне комисије је био да је младић „деликатног здравља, са хроничном астмом, неспособан за војну службу”.

## Дневник мотоциклисте
Дана 23. октобра 1951, још увек не завршивши факултет, Ернесто је из Буенос Ајреса отпутовао у Кордобу, одакле је са старим другом Албертом Гранадом кренуо на путовање ка северу. Кренули су својим старим мотоциклом, марке „Нортон 500”, којем су дали надимак „Ла Подероса” (на шпанском: „Моћна”).
Путовали су преко Аргентине до Чилеа, а одатле пацифичком обалом када се „Ла Подероса” покварила и престала са радом. Оставивши мотоцикл у Чилеу, наставили су пут ка северу, користећи аутобус, ауто-стоп, морске путеве или идући пешке. Прешли су Чиле, дошли у Перу, где су посетили Мачу Пикчу, радили у руднику, прали посуђе, истоварали робу са бродова и радили друге физичке послове. 1. маја су стигли у Лиму, где су упознали доктора Уга Пескеа, перуанског научника и директора националног програма за лепру, те заљубљеника у марксизам. Разговори са Пескеом, како је Гевара касније сам говорио, били су веома важни за промену његовог става према животу и друштву. Из Перуа су прешли у Колумбију, а затим у Венецуелу, у Каракас. Ту је Гранадо, који је имао ранија искуства са тропским болестима, остао да ради, а Ернесто је наставио ка северу. Један од његових познаника га је авионом пребацио у САД, у Мајами. где је остао око месец дана, радећи као келнер и перач посуђа у бару. Након месец дана вратио се авионом у Буенос Ајрес.
За све ово време, Ернесто је писао свој дневник путовања, тзв. „Дневник мотоциклисте” (шп. Diarios de motocicleta), који је годинама касније постао добро продаван широм света у издању Њујорк тајмса, 2004. године се преточио и на филмско платно, под именом „Дневник мотоциклисте”. Гевара је доцније говорио како је кроз путовања кроз Латинску Америку доживео „блиски сусрет са сиромаштвом, глађу и болестима”, скупа са „немогућношћу лечења детета због недостатка новца” и „затупљивањем од сталне глади и кажњавања”, које води ка томе да отац „прихвати губитак сина као неважну незгоду”. Гевара је касније такође наводио да га је управо ово искуство навело на закључак да, ако жели да помогне овим људима, мора напустити царство медицине и размислити о политичкој арени оружане борбе.

## Гватемала
Вратио се у Буенос Ајрес 31. августа, а студије завршио 11. априла 1953. године. Од 30 предмета које је полагао, 18 оцена су гласиле „довољан”, 8 „добар”, а само 4 „одличан”. Завршивши факултет, Ернесто је родитељима објавио да поново креће на пут — на „северну турнеју” која ће обухватити скоро све земље Латинске Америке на обали Тихог океана, северно од Аргентине: Боливију, Перу, Еквадор, Колумбију и Средњу Америку. На пут је кренуо 7. јула 1953, са својим другом Карлосом Галиком Ферером. Стигавши у Боливију, у Ла Паз, он је ускоро упознао Алберта Рохоа, по професији адвоката, а по политичким ставовима левичара који је из Аргентине побегао због политичког прогона. Тамо је Рохо био ухапшен под оптужбом за тероризам, али је успео да побегне из затвора, домогне се амбасаде Гватемале и побегне у Чиле, а затим у Ла Паз (где је и упознао Гевару). Одатле је планирао да иде у Гватемалу, где је на власти био Хакобо Арбенз, тада једини демократски изабран председник у Средњој Америци. У литератури се спомиње да је можда управо Рохо у овом периоду „изоштрио” Геварине „револуционарне нагоне”, и да га је он подстакао да отпутују на своје следеће одредиште — Гватемалу — где су се, по Роховим речима, дешавале „нове и интересантне ствари”. Иако испрва планирајући да из Ла Паза дође до Венецуеле, у Каракас, Гевара се предомислио и скупа са Рохом отпутовао преко Панаме у Гватемалу. Његов друг Галика одлучио је да остане у Лими, главном граду Перуа.
Гевара је стигао у Гватемалу 7. јула 1953, где је Хакобо Арбенс тек основао демократски изабрану владу чији је циљ био спровођење широких друштвених и аграрних реформи које су, између осталог, обухватале и укидање латифундијског система. Аграрна реформа у Гватемали највише је погађала америчку корпорацију „United Fruit Company”, пошто у то време у Гватемали није било других латифундија осим „Фрутериних”, како су звали ову компанију у Гватемали. Када је 15. маја 1954. из чехословачке фабрике „Шкода” у Гватемалу, у Пуерто Бариос стигла пошиљка оружја, САД су аграрну реформу прогласиле коначним доказом гватемалске повезаности са СССР, те су покренуле устанак са коначним циљем скидања Арбенса са власти. Вашингтон је најавио прекиде дипломатских односа са Гватемалом, а одмах потом су то учиниле и суседне земље. Следио је низ војних интервенција, најпре из суседне Никарагве и Хондураса, а после само из Хондураса. На чело унутрашње побуне постављен је гватемалски официр Кастиљо Армас. Ернесто се пријавио у војне одреде за борбу које је организовала комунистичка омладина подржавајући Арбенса, али због слабих војних активности са још слабијим успесима, он се ускоро вратио свом лекарском позиву.
У децембру 1953. године, Ернесто је у Гватемали упознао Хилду Гадеу, економисткињу из Перуа, која је имала политичке контакте као чланица лево оријентисане Америчке народне револуционарне алијансе. Она га је упознала са неколицином високих званичника Арбенсове владе, као и са неколицином Кубанаца који су били повезани са Фиделом Кастром и његовим револуционарним покретом „26. јул”, који је добио име по датуму када је Кастро 1953. године повео напад на војну касарну „Монкада”, са коначним циљем да обори диктаторску власт Фулгенсија Батисте на Куби. Међу тим Кубанцима је био и Нико Лопез, један од Кастрових наредника.
Након скидања Арбенса са власти, Гевара се опет пријавио да се бори на страни Арбенса, али цела акција је опет била неуспешна, и Арбенс је побегао, потраживши уточиште у амбасади Мексика. Нови режим је брзо протерао све левичарски-оријентисане интелектуалце. Ернестова познаница Хилда Гадеа је прво затворена, а кад је пуштена, морала је под хитно да напусти земљу. Ернесто се спасио у амбасади Аргентине, где је остао док није добио пасош помоћу којег је на безбедан начин могао допрети до Мексика. С овог путовања, Гевара је једном приликом писао својој тетки Беатрис: „На слици нашег вољеног друга Стаљина заклео сам се да нећу предахнути пре него та капиталистичка хоботница буде уништена”.

## Куба
Почетком 1955. године радио је као лекар у болници у Мексику. Ту је у јуну исте године упознао Раула Кастра, који ће га касније упознати са Фиделом Кастром. Током прве ноћи у којој је упознао Кастра, Гевара је потврдио да је управо ова кубанска револуционарна борба та коју је тражио, и потписао учлањење у покрет „26. јул”. У овом периоду, Гевара је добио и свој чувени надимак „Че”.
Дана 24. јуна 1956. ухапсила га је мексичка полиција, заједно са његовим кубанским пријатељима (међу којима је био и Фидел Кастро), а 3. јула новинска агенција УПИ је објавила: „Аргентински доктор Гевара биће депортован у домовину због претпоставке да је учествовао у неуспелој завери против кубанске владе Фулгенсија Батисте”. Бивши мексички председник Лазаро Карденас се, међутим, умешао у рад полиције да би одбранио кубанске револуционаре, па су крајем јула Че Гевара и браћа Кастро пуштени на слободу. Током 1955. године, 18. августа, Хилда Гадеа и Ернесто Гевара су се венчали; 15. фебруара 1956. Хилда му је родила кћерку, којој су дали име Хилдита Беатрис Гевара Гадеа. Овај брак ће потрајати 5 година, све до краја Кубанске револуције.
На слободи су у тајности наставили са својим револуционарним активностима. Иако је првобитно планирао да у борби учествује само као лекар, Гевара је учествовао у војним вежбама, које су служиле као припрема планираном одласку на Кубу и револуцију, и њихов војни инструктор Алберто Бајо на крају га је похвалио као „најбољег герилца”. Дана 25. новембра 1956. су кренули на Кубу, на изнајмљеном броду „Гренма” (енгл. Granma, „баба”). Брод је био намењен за највише 25 људи, а њих је било укупно 82. Након изузетно немирног времена, у тешком стању су стигли на источну обалу Кубе код места Лос Кајуелос (шп. Los Cayuelos). Уместо планираног 30. новембра, стигли су тек 2. децембра. Крећући се кроз поља шећерне трске, отеклих ногу и без икакве хране или опреме осим својих пушака и неколико шаржера муниције, 5. децембра су их, код места Алегрија де Пио, изненадиле Батистине снаге, нападајући их и са копна и из ваздуха. Гевара је касније сазнао да је заправо њихов унајмљени водич био тај који их је издао и довео владине снаге до места где су били. Неспремни и исцрпљени, од 82 њих, колико их је кренуло на пут, само 16 или 22 њих је преживело, те су у две групе кренули ка обронцима Сијере Маестре, где су се доцније поново састали. Че Гевара је овом приликом рањен у врат, али је скупа са другим преживелим герилцима, што рањеним што неповређеним, успео да се извуче, да би 21. децембра заједно стигли на плантажу кафе, где их је Фидел већ чекао неколико дана.
У шумама Сијере Маестре они су наставили са војним вежбама, прикупљајући добровољце и набављајући опрему. Гевара је био задужен за производњу бомби, правио мале импровизоване рерне за печење хлеба, обучавао нове чланове тактици и организовао курсеве где су неписмени чланови покрета учили да читају и пишу. Још увек их је било мало, тако да их је до марта 1957. било тек око 80.
До 24. фебруара 1957. јавност није знала ни да ли су Кастро и његове трупе, скупа са Геваром, уопште живи. Тог дана су, међутим, екипе америчког „Њујорк тајмса”, на челу са Хербертом Метјузом (енгл. Herbert Matthews), дошле директно у његово склониште на Сијери Маестри да би га интервјуисали и распитали се о њиховим герилским активностима. У „Њујорк тајмсу” репортажа о Кастровим трупама је била више него похвална, и обухватала опширан опис њихових војних активности, живота у шумама, даљим плановима и идеологији. Сам Кастро је приказан као романтични и допадљиви револуционар. Уз своје основно познавање енглеског језика и личну харизму, он је искористио ову прилику да се обрати директно америчкој нацији и искаже своје циљеве. Гевара тада није био ту, али је касније почео све више да схвата важност медијске пропаганде у политичкој борби.
Када су писали проглас омладини града Сантијаго де Куба, Кастро је рекао Че Гевари да поред свог потписа упише „el comandante”. Постао је строг вођа, који је дезертере кажњавао као издајнике, а за њима је слао одреде за погубљивање. Тако је постао познат као бруталан и немилосрдан вођа. Сам Кастро га је описивао као интелигентног, храброг и вођом за пример, који је имао „велики морални ауторитет над својим трупама”.
Гевара је био одговоран за отварање илегалне револуционарне радио-станице „Радио Ребелде” (шп. Radio Rebelde, „побуњенички радио”) у фебруару 1958. године, преко које је покрет „26. јул” емитовао своје новости и поруке отпора усмерене народу Кубе. Још у Гватемали, неколико година раније, Гевара је из прве руке био сведок успеху радија као средства пропаганде, када је ЦИА водила организовано свргавање Арбенса. На тај начин герилци су се могли директно обратити грађанству, и користили су га да би позивали народ на отпор, штрајкове и рушење владе.
У јулу 1958. године, Че је одиграо кључну улогу у бици код Лас Мерседеса, користећи своје трупе да заустави групу од око 1500 људи, које је Батистин генерал Кантиљо позвао са циљем да окружи и уништи Кастрову војску. Више година касније, амерички мајор Лари Бокман је анализирао Чеову тактику и описао је као „изванредну”. У наредним борбама, Гевара је предводио нови одред војске усмерен ка западу, да би помогао у напретку ка Хавани. Постојао је само тај један Геварин одред ван Кастровог „језгра” под његовом директном командом. У последњим данима 1958. године, Гевара је усмерио свој „самоубилачки одред” у напад на Санта Клару, што је представљало једну од одлучујућих борби за победу револуције; Његова коначна победа у борбама за Санта Клару, у којима су противничке трупе биле бројчано надмоћне чак и у размери 10:1, касније су описиване као „ремек-дело у модерном ратовању”. Медији које је Батиста контролисао су слали у јавност обавештења да је Че Гевара погинуо у тим борбама, али је њихов илегални радио „Ребелде” обавестио да су Чеове групе заузеле Санта Клару. Било је вече пред нову годину, 31. децембра 1958. године. Батистини генерали су, без његовог знања, почели да преговарају о предаји, а већ наредног јутра Батиста је побегао из земље.
Кастрова војска је 8. јануара 1959, након више од две године војевања по шумама Сијере Маестре, тријумфално умарширала у Хавану.

## Након победе револуције
Након победе револуције, Че је 9. фебруара добио почасно кубанско држављанство. Најпре је постављен за директора Централне банке Кубе, а касније и за министра индустрије.
Кастрова влада је, према онима које су сматрали ратним злочинцима, ухапшеним за време и након победе револуције, спроводила мере сличне онима које су спровођене у Нирнбершком процесу након Другог светског рата. То је значило смртну казну за изузетно тешке злочине, било да су подржавали револуцију или власт обореног диктатора. По изворима из кубанског министарства правде, то је имало подршку од већине становништва. Да би ове мере спровео, Кастро је именовао Че Гевару управником затвора „Ла Кабана” (шп. La Cabaña); на тој функцији је био 3 месеца, од 2. јануара до 12. јуна 1959. Гевара је био задужен за чишћење у војсци која је до тада била под Батистином влашћу и учвршћивање победе спроводећи „револуционарну правду” над онима који су се сматрали издајницима, шпијунима или ратним злочинцима. Вршећи дужност управника затвора, Гевара је разматрао захтеве за помиловање. У неким случајевима, смртна казна се извршавала стрељањем. Министар правде у новој влади, Раул Гомез Трето, сматрао је да је укидање ограничења над смртном казном било оправдано, јер је спречавало да незадовољни грађани узму правду у своје руке, као што се већ дешавало у прошлости. Имајући у виду 20.000 људи које су убили Батиста и његови саучесници за време своје владавине, истраживање јавности је показало да 93% народа то подржава, тако да су мере министарства правде извршене без незадовољстава у земљи. Иако се тачан број кажњених смртном казном разликује од извора до извора, процењује се да је око 200 људи убијено у ово време.
Че Геварин коначни и најистакнутији положај у власти Кубе био је положај главног амбасадора Кубе у свету. Дана 12. јуна 1959. године, Кастро је послао Чеа на тромесечни обилазак 14 земаља света, од јула до августа, са службеном кубанском делегацијом. Већина тих земаља је припадала савезу „Бандунг” земаља Африке и Азије. У Јапану је провео 12 дана (од 15. до 27. јула), учествујући у преговорима око проширења сарадње ових двеју земаља. Током те посете, Че је тајно посетио Хирошиму, где је америчка војска 14 година раније бацила атомску бомбу. Гевара је био „заиста шокиран” оним што је тамо видео, укупним стањем и начином на који су болесници третирани. У наставку свог дипломатског путовања обишао је још и Индонезију и Пакистан.
По повратку на Кубу, Гевара је затекао доста сређеније стање и учвршћену Кастрову власт, која је већ почела да спроводи друштвене и економске реформе, првенствено аграрне. Поводом инцидента у Заливу свиња, када су кубански емигранти у САД, а у режији самих САД, покушали срушити власт на Куби, он је изјавио: „Ми имамо састанак с историјом и једноставно не можемо себи допустити да будемо уплашени! Морамо задржати ентузијазам с којим смо кренули у борбу. Морамо градити фабрике левом руком, у десној руци држати пушку, а обема ногама газити црве”.
Дана 4. марта 1960. године, француски теретни брод „Ла Кубре”, који је превозио муницију из луке у Антверпену, два пута је експлодирао током истовара у луци у Хавани. Погинуло је преко 100 људи. Гевара је пружио прву помоћ жртвама. Сутрадан, на спомену овим жртвама експлозије, Алберто Корда је фотографисао Гевару, чиме је настала његова касније најпознатија фотографија „Херојски герилац” (шп. Guerrillero Heroico).

### Револуција за време мира
Че Гевара је сматрао да се и за време мира мора наставити револуција. Заправо, како је Кастро по заузимању Хаване рекао, револуција је тек почињала. Чеове идеје за развој привреде заснивале су се на широком спектру различитих привредних активности, као и на „добровољном раду и доброј вољи”, као моделу на којем треба да се заснива јединство индивидуе и масе. Ово је покушавао показивати сопственим примером: даноноћно је обављао своје дужности као министар индустрије, учествовао у грађевинским пословима, па чак и сечи шећерне трске, кад је имао слободан дан.
Капитализам је сматрао „борбом вукова”, у којој „само један може да победи, на штету других”, и захтевао стварање „новог човека”, вођеног моралним, а не материјалним принципима.
По завршетку револуције, Ернесто Гевара се развео од Хилде Гадее, када јој је рекао да се заљубио у другу жену. Развод је био споразуман, и званично је обављен 22. маја 1959. Већ 2. јуна 1959. оженио се Алеидом Марч, са којом је добио четворо деце: Алеиду Гевару Марч, рођену 24. новембра 1960, Камила Гевару Марч, рођеног 20. маја 1962, Селију Гевару Марч, рођену 14. јуна 1963, и Ернеста Гевару Марч, рођеног 24. фебруара 1965. Гевара је имао и једно ванбрачно дете, Омара Переза, рођеног 19. марта 1964.
Алеида га је подстакла да слуша класичну музику, коју је заволео. Остали луксузи које је себи допуштао били су мате, као омиљено пиће, и њему омиљене кубанске цигаре „Монтекристо бр. 4” (шп. Montecristo No. 4)

### Односи са СССР
Гевара је практично био архитекта добрих односа између СССР и Кубе. Као такав, он је одиграо кључну улогу у доношењу совјетских нуклеарних ракетних глава на Кубу у октобру 1962, што је ускоро довело до тзв. Кубанске ракетне кризе, која је довела до ивице нуклеарног рата између СССР и САД. У интервјуу са британским новинаром часописа „Дејли воркер”, неколико дана по завршетку кризе, Гевара је и даље био, као и Кастро, бесан због, како се чинило, издаје коју је СССР починио над Кубом, тврдећи да би ракете, да су биле под кубанском контролом, сигурно испалили. Сем Расел, репортер који је овом приликом причао са Че Геваром, објаснио је да је од Че Геваре изашао са „помешаним утисцима”, описујући га као „ човека топлог карактера”, „очигледно високе интелигенције”, који се, међутим, „понашао као лудак кад је говорио о пројектилима”.

### Говор у Уједињеним нацијама
У децембру 1964, Че Гевара је био званични представник Кубе у седишту Уједињених нација у Њујорку. У свом говору, он је оштро критиковао неспособност УН да се изборе против бруталног апартхејда који се спроводи у Јужној Африци, питајући све присутне „зар УН не могу учинити ништа да то зауставе?” Че је такође оштро осудио политику САД према црнцима, оптужујући их да их свакодневно дискриминишу, а да њихове убице ослобађају и штите, чак кажњавајући црнце кад захтевају своје право на слободу. Гевара је упитао „како они који све ово чине могу себе називати заштитницима слободе?”
Че Гевара је у говору представио Латинску Америку као „породицу од 200 милиона људи које муче исте муке”. Најавио је да ће странице овог дела историје писати „гладне индијанске масе, сељаци без земље, искориштавани радници и напредне масе.” У овим тренуцима, претио је Гевара, анонимне масе ће почети да пишу сопствену историју „сопственом крвљу”, и повратити „она права којима се сви смеју већ 500 година”. Говор је завршио најављујући да ће „талас гнева” очистити Латинску Америку и да ће се радничке масе, које „окрећу точак историје, по први пут пробудити из дугог, суровог сна у који су гурнути.”

### Путовања крајем 1964.
Гевара се 17. децембра 1964. године отиснуо на тромесечно путовање по свету, у којем ће посетити Народну Републику Кину, Египат, где је упознао Гамала Абдела Насера, Алжир, Гану, Гвинеју, Мали, Дахомеј, Конго Бразавил и Танзанију. Додатно је свраћао у Ирску и Чехословачку.
У Алжиру је одржао свој говор на конференцији афричко-азијске солидарности. У том говору, акценат је ставио на следеће три ствари:
- У свету треба успоставити „герилски интернационализам” иза којег ће стати велики број земаља у процесу ослобођења и развоја.
- Тај „герилски интернационализам” морао би да рачуна на снажну и бесплатну подршку и помоћ земаља социјалистичког блока, нарочито држава које су произвођачи оружја.
- На крају, Че је упутио оштре критике социјалистичком блоку земаља, блоку који се, по његовом мишљењу, „претворио у империјализам из друге руке”.

Социјалистички блок земаља је у свом центру свакако имао Москву, и ова оптужба је схваћена као изазивање Москве од стране државе Кубе, јер је Гевара био члан најужег руководства кубанске револуције и један од њених главних теоретичара. Многи су очекивали да ће уследити драстично погоршање односа између ових двеју земаља. Са путовања се вратио 14. марта 1965. године, где су га дочекали Фидел и Раул Кастро на аеродрому у Хавани.

## Конго
Конго, у ком је 17. јануара 1961. изведен војни удар и убијен дотадашњи председник Патрис Лумумба, а на чело државе дошао диктатор Моиз Чомбе, представљао је привлачно одредиште за наставак Геварине револуције. Године 1965. Че је у тајности отпутовао у Конго, са групом кубанских сабораца, како би водио оружани отпор наметнутом диктатору. Годину дана нико није знао где се Че налази, и у медијима су биле честе претпоставке да је Кастро, након Чеових тешких говора уперених ка СССР, одлучио да Гевару склони са политичке сцене и ликвидира. Заправо, Гевара је за то време био у Конгу, где је, скупа са кубанским герилцима и другим револуционарима, покушавао да организује и спроведе револуцију.
Међутим, у Конгу није било борбеног морала нити воље за побуном, о чему је Гевара писао Кастру у својим писмима. Војска је била разбијена, дисциплина врло слаба; војне вежбе су се састојале од племенских ритуала, „у којима је највише било урлика и ударања ногама о прашњаво тле”. У једном писму Фиделу Кастру, Че је писао:
Нису волели дисциплину. Кад сам им рекао да ће обуку обављати на лицу места, били су разочарани. Хтели су да иду на обуку на Кубу, или у Кину, тамо где је све плаћено, комфорно и безбедно, где се добро једе, има пића и жена. Кад сам за време усиљених маршева захтевао да носе храну, одговарали су осорно да нису мазге и да неће да носе. Неки од устаничких вођа су долазили код мене да пријаве да имају трупе од 1000 и 2000 војника, а касније се испоставило да немају никог. Али, они нису лагали да би себи подигли значај, него да би на толике војнике добили требовање у храни и опреми.
С друге стране, на страни председника Чомбеа бориле су се добро организоване групе белгијских и јужноафричких плаћеника, а последњих месеци његовог боравка у Конгу и групе кубанских емиграната које су примале инструкције директно од ЦИА. Постојале су индиције да је ЦИА знала да Гевара води побуњенички покрет у Конгу, али да се то сазнање из тактичких разлога није пуштало у јавност. Тек, након што су и власти Танзаније ускратиле званично гостопримство свим Кубанцима по одлуци Организације афричког јединства (ОАЈ), и након што је Кастро послао депешу у којој му саветује да, ако више ништа не може да учини, боље да се врати, Гевара се, након годину дана од свог доласка у Конго, у највећој тајности вратио у Хавану, изузетно разочаран.
За време његовог одсуства, 18. маја 1965. године, умрла је његова мајка, Селија де ла Серна. Сахрањена је на аристократском гробљу „Реколета” у Буенос Ајресу, у присуству познаника и пријатеља. Вративши се у Хавану, Гевара је ускоро почео припремати свој нови револуционарни покрет, овај пут у Боливији.

## Боливија
Гевара је у Боливију кренуо након опсежних припрема на Куби. Да га не би препознали, и да би га пустили преко границе, Геварин изглед је још на Куби драстично измењен. Уграђени су му вештачки зуби, стављене наочари, брада и бркови су му обријани, удебљао се, а коса му је почупана до пола главе, да би изгледао као проћелав средовечни господин. На дан 3. новембра је, са лажним пасошем и под лажним именом Адолфо Мена Гонзалез, кренуо преко Москве, Прага, Беча и Бразила, да би 6. новембра стигао у Боливију. Стигао је у устаничку базу Њанкауасу. Простор за ову базу, где је Че основао и терен за војне вежбе, раније су купили неки боливијски комунисти на захтев Фидела Кастра. Ту га је сачекала мала група кубанских герилаца. Око 2 месеца касније, 31. децембра, у базу је стигао и Марио Монхе, генерални секретар Комунистичке партије Боливије. Договор о сарадњи није постигнут и Чеу је остало да се бори без подршке боливијских комуниста.
Убрзо потом, влада Боливије и Вашингтон су сазнали за Геварино присуство у Боливији и почео је лов на њега, који је обухватао око 1500 људи, што припадника боливијског режима генерала Баријентоса, што оперативаца ЦИА. У наредним месецима је уследио низ ватрених окршаја између Чеове гериле и владиних трупа. Чеа су нагло поново почели да стижу напади астме, изгубио је око 20 килограма, а сељаци су се све мање придруживали добровољним одредима. Штавише, показало се да Индиоси предано сарађују са властима, поготову кад су за то добро награђени. Тања „Ла Гериљера”, која је од почетка Чеовог подухвата у Боливији била уз Чеа, и представљала једну од првих Чеових и Кастрових људи, све је више губила морал и изазивала нервозу код другова. У једном од тешких окршаја, на реци Рио Гранде, 31. августа 1967, војска је из заседе убила 10 Чеових герилаца, укључујући и Тању „Ла Гериљеру”. Недељу дана касније, неколико километара низ реку, пронађен је њен леш, скупа са торбом у којој је било и њено писмо мајци, које није стигла да пошаље:
Драга мајко,
Сада ме ухватио страх. Не знам шта ће бити са мном. Можда ништа. Али, страх ме не напушта. Плачем често. Не држе ме више нерви. Не знам како је то бити „мајка храброст”. Зар си ти била мајка страшљивица? Ја више нисам ни жена, ни девојка, него само малена уплашена девојчица.
У лову на Гевару ангажована је и специјална трупа из састава осме дивизије боливијске армије. Том трупом је командовао пуковник Хоакин Зентено Анаја. Командант специјалног батаљона „зелених беретки” је био пуковник Андреас Селић, југословенског порекла, који је руководио операцијом на самом терену. Укупно је ангажовано преко хиљаду војника. У борбама које су уследиле учествовали су и амерички стручњаци за борбу против гериле.

## Смрт
Дана 8. октобра 1967. код села Ла Игера, након кратког и случајног окршаја ватреним оружјем, боливијска војска је из заседе ухватила Чеа и једног његовог саборца. Че је био рањен у ногу и није могао да се брани. Када су схватили ко је у питању, војници су хитно позвали свог надређеног, капетана Гарија Праду, а он је хитно телефонирао у Ваљегранде, да би позвао пуковника Зентена, команданта осме дивизије. Шифрована порука обавештења је гласила: „Имамо тату у рукама.” Ухваћено је укупно три герилца: Че, Вили Куба и Хуан Пабло Чанга. У чекању да дођу надлежни надређени, Гевара је пребачен у оближњу сеоску школу. Ту је први стигао пуковник Андреас Селић, а сутрадан ујутру, 9. октобра, и Феликс Родригез, агент ЦИА кубанског порекла, тада под псеудонимом Феликс Рамос Медина. Он је својим претпостављенима у Вашингтону одмах јавио о хватању Чеа, потврђујући до тада незваничне новости.
Око поднева тог 9. октобра, из Ла Паза је стигла шифрована порука: „Издајте пасош за тату”. За све време од хватања, Че није пристао на испитивање. Боливијски возач хеликоптера Хаиме Нино де Гузман, који је присуствовао догађају, описивао је касније да је Гевара изгледао ужасно: био је рањен у десни лист, одећа му је била поцепана, а коса прљава. Упркос томе, Гузман се сећа да је „Че држао главу високо, гледао сваког директно у очи и само тражио да му се да дувана да запали.” Гузман даље тврди да се „сажалио” и дао му дуван за лулу, након чега му се Гевара осмехнуо и захвалио. У ноћи 8. октобра, Гевара је, упркос томе што су му руке биле везане, притиснуо боливијског официра Еспинозу уза зид, након што је овај покушао да му узме лулу као сувенир. Пред само извршење смртне казне из пркоса је чак пљунуо у лице једног од високих официра који су се ту затекли. За извршење погубљења изабрана је „зелена беретка”, наредник Марио Теран; не зна се да ли се сам пријавио или су га одредили. Феликс Родригез му је дао инструкцију да не пуца у главу, него од врата надоле. У својој књизи „Че Гевара — живот, смрт, легенда”, Борислав Лалић наводи да су му последње речи пре стрељања, упућене унервоженом нареднику, биле: „Уозбиљи се, момче. Треба да пуцаш у човека.” Џон Ли Андерсон, међутим, у својој књизи „Че Гевара: револуционарни живот”, наводи да су му последње речи биле: „Пуцај, кукавицо. Убићеш само човека.” Упуцан је из карабина, најпре у десну страну грудног коша, затим у десно раме, у ногу, стомак и у леву страну грудног коша. Док је изговарао последње речи, један војник му је пришао и испалио још један метак у врат, након чега је издахнуо, у 13:10 ч.

## Након смрти

### Посмртни остаци
Феликс Родригез је, након Чеове смрти, присвојио неколико Гевариних личних предмета укључујући и ручни сат који је годинама након тога носио на руци, показујући га с времена на време новинарима. По другим изворима, Чеов ручни сат је узео пуковник Андреас Селић, скупа са Чеовим пиштољем. Данас су неки од његових личних предмета, укључујући батеријску лампу, у поседништву ЦИА. Агент ЦИА кубанског порекла, Густаво Виљолдо, на дан погубљења одсекао је и један прамен Чеове косе, да би га годинама касније, 2007. године, продао на јавној аукцији за 119.500 долара.
Након смрти, боливијски лекари су му ампутирали шаке, а боливијска војска му је однела тело на непознату локацију, одбијајући да каже да ли је кремиран или сахрањен. Целу процедуру око Чеових посмртних остатака водио је Феликс Родригез, агент ЦИА, али он о томе никад није сведочио. Шаке су стављене у формалдехид, те послате у Буенос Ајрес ради идентификације у аргентинској полицији, на основу отисака прстију. Потом су послате на Кубу. 15. октобра 1967, Кастро је јавно обзнанио Чеову смрт и објавио 3 дана жалости. Три дана касније, Кастро се обратио нацији, пред скоро милион људи у Хавани, говорећи о Чеовом револуционарном лику.
Крајем 1995. године, пензионисани генерал Марио Варгас испричао је Џону Лију Андерсону, аутору књиге „Че Гевара: Револуционарни живот”, да је Гевара сахрањен код старе аеродромске писте у Ваљеграндеу. Међународни тим истраживача је копао на тој локацији преко годину дана, да би у јулу 1997. године тим кубанских геолога и аргентинских форензичара нашао остатке 7 тела у две масовне гробнице, укључујући једно без шака. Боливијско министарство унутрашњих послова је идентификовало тело као Геварино, након провере зуба који су се „савршено поклапали” са калупом Чеових зуба, сачињеним на Куби пред Чеов одлазак у Конго. Међутим, у време ископавања јавио се и Гари Прадо, тада генерал у пензији, тврдећи да су наводи о Чеовом сахрањивању лажне и да је Гевара заправо кремиран, а његов пепео разасут по планини. Наређење да се тако уради, по тврдњи Прада, стигло је директно из кабинета тадашњег председника Боливије Ренеа Баријентоса. Још један сведок, Марселино Карденас, који је у време догађаја био стражар поред Чеовог леша, тврди да ископани посмртни остаци нису Геварини. Он наводи да су шаке одсечене ради идентификације и Хоакину, Чеовом герилцу, који је убијен код реке Рио Гранде, те да су ископани посмртни остаци човека без шака сигурно његови. Ипак, 17. октобра 1997, пронађени остаци за које се сматра да су Чеови, скупа са 6 осталих ископаних тела, сахрањени су уз војне почасти у посебно изграђеном маузолеју у кубанском граду Санта Клара, где је Че својевремено водио своје трупе у кубанској револуцији.

### Учешће САД у одлуци о убиству
ЦИА и америчка влада су се дистанцирале од одлуке да се Че убије; у меморандуму који је саветник за националну безбедност Волт Витман Ростоу упутио тадашњем председнику САД Линдону Б. Џонсону каже се да је „неко донео идиотску одлуку да се Че Гевара погуби”, али да је та одлука „разумљива са становишта боливијских власти”. Међутим, Феликс Родригез, који је после тврдио да је од Вашингтона наводно имао наређење да се Че сачува жив, лично је пренео из Ла Паза шифровану поруку „Издајте пасош за тату”, која је значила смрт за Гевару.

### Дневник из Боливије
Од Геваре је одузет из његов дневник који је водио у Боливији; састојао се од око 30.000 речи, на шпанском језику, ручно писан, и садржао колекцију његове поезије, кратку причу о „младој комунистичкој герили која учи како да превазиђе страх”. Дневник је садржао описе герилских акција у Боливији. Први запис је начињен 7. новембра 1966, недуго након свог првог доласка у Боливију, а последњи 7. октобра 1967, дан пре него што је ухваћен. У дневнику се описује како је герила морала започети своје операције прерано, јер је боливијска војска открила њихово присуство, објашњава се зашто је Гевара одлучио да подели герилце у два одреда, који касније нису могли да успоставе контакт, и описује свеукупан неуспех операције. Такође се описује раздор између њега и Комунистичке партије Боливије, због чега је Гевара имао знатно мање војника него што је испрва очекивао. Поред тога, Гевара у дневнику објашњава како је имао проблема са регрутовањем нових војника, између осталог и због тога што су учили језик кечуа, уместо језика који се говорио у том делу земље, гваранија. У својим последњим данима живота, Гевара је све више и оболевао. Добијао је нападе астме, и неки од последњих извршених напада били су изведени у циљу да се домогну лекова.
Након Чеове смрти водећи светски листови понудили су 125.000 америчких долара за ауторско право за објављивање његовог дневника. Дана 1. јула 1968. дневник је објављен на Куби и дистрибуиран бесплатно.
Његов дневник је врло брзо преведен и дистрибуиран широм света. Након што је светска јавност сазнала за Геварину смрт, видела његове посмртне слике и лични дневник, широм света су се организовале демонстрације због начина на који су боливијска војска и Американци третирали ратне заробљенике. Писани су чланци, посвете, па чак и песме о његовом животу и смрти.
Током времена појавиле су се и нове верзије овог дневника, од којих је сваки уносио и по неку новину (то су верзије Израела Рејеса Зајаса (псеудоним „Браулио”), Харија Вилегаса Тамаја („Помбо”), Елизеа Рејеса Родригеза („Роландо”) и Даријела Аларкона Рамиреза („Бенињо”). У јулу 2008, боливијска влада Ева Моралеса је објавила два раније запечаћена дневника у две излизане свеске, скупа са књижицом записа и неколицином црно-белих фотографија. Тада је и боливијски министар културе Пабло Гроу најавио да ће до краја године бити објављене фотографије сваке руком писане странице Че Гевариног дневника.

## Културно наслеђе
И неколико десетина година након Чеове смрти, његов живот и заоставштина остају инспирација за многе.
Британски политичар Џорџ Галовеј је једном приликом изјавио: „Једна од највећих грешака коју су САД икад направиле је што су начиниле оне фотографије мртвог Чеа. Његов изглед који подсећа на Исуса Христа обезбедио је да се његов револуционарни позив пошаље не само бунтовним студентима, него и у срца верника…” Часопис „Економист” је такође упоредио слике мртвог Чеа са Мантењиним „Мртвим Христосом”, а и Борислав Лалић је у својој књизи „Че Гевара” једну од тих фотографија упоредио са Холбајновом сликом „Тело мртвог Христа у гробници. Тако је Че Гевара добио статус свеца данашњице, који је два пута ризиковао свој живот за земље које нису биле његове и изгубио га у борби за трећу такву земљу, а његови позиви за стварање „новог човека”, вођеног моралним, а на материјалним принципима, виђени су већим и јачим од Марксових.
Нелсон Мандела Че Гевару сматра „инспирацијом за сваког човека који воли слободу”. Жан-Пол Сартр га је описао као „најцелокупнијег човека његових година; живео је своје речи, говорио своја дела, и његова прича и прича света су ишле паралелним током”. У Аргентини многе средње школе носе његово име. Колумбијски писац Габријел Гарсија Маркес за Че Гевару је рекао: „Могао бих писати хиљаду година на милион страна о Че Гевари”. У филму Емира Кустурице „Марадона”, славни фудбалер показује тетоважу Че Геваре на десном рамену и Фидела Кастра на листу леве ноге. У Боливији, нарочито у области у којој је убијен, Че Гевара такође има статус свеца. У селу Ла Игера, локални мештанин Мануел Кортес изражава овај распрострањени став речима: „Као да је жив и са нама, као пријатељ. Он нам је као Девица Марија. Кажемо: »Че, помози нам да земља добро роди«, и увек буде добро.” Тамо га сељаци често називају и Сан Ернесто де Ла Игера (шп. San Ernesto de La Higuera, „Свети Ернесто од Ла Игере”).
На Куби, Че Гевара се сматра једним од највећих народних хероја (скоро као светац за многе). Тамо га се и даље сећају како је бесплатно радио у грађевинским пословима и учествовао у сечи шећерне трске. И данас, на кубанским новчаницама се налази његова слика како мачетом сече шећерну трску. Фидел Кастро га назива „човеком дубоких идеала, човеком у чијем уму се комешао сан о борби”.
С друге стране, његови противници га називају промотером пропале идеологије и свирепим убицом. Међу кубанским емигрантима у САД, Че је мрска фигура коју називају „кољачем из »Ла Кабане«”. Американац кубанског порекла, глумац Енди Гарсија, изјавио је 2004. да се „о Чеу говори романтично током свих ових година, али постоји тамна страна приче… он изгледа као рок звезда, али је погубио многе људе без суђења и без одбране”. Гарсијин филм „Изгубљени град”, који је наводно забрањен у неколико латиноамеричких земаља, приказује, како је некима изгледало, бруталност на Куби пре и после револуције.
Графике његовог лика штампане су на многим одевним и другим предметима, попут мајица, застава, шалова, шоља, тетоважа, бикинија итд; иронично, оваква масовна продаја доприноси управо потрошачком систему које је он сам презирао. Сам његов отац, Ернесто Гевара Линч, говорио је како је „љут на новинаре и разне литерарне »фабриканте«, који тако бездушно експлоатишу мит његовог сина и продају га широм света”. Било како било, Гевара је остао симбол за многе младе побуњенике широм света.

### Писана дела
Након победе револуције на Куби, али и пре и после тога, Гевара се бавио писањем политичке теорије револуције и герилског ратовања. Иза њега је остало више писаних дела, од којих нека представљају целе књиге, које су се касније десетинама година објављивале широм света и преводиле на више светских језика. Међу њима су следеће:
- Герилско ратовање (1960)
- Сећања из кубанског револуционарног рата (1963)
- Дневник мотоциклисте (издата постхумно, у Лондону, 1996)